# Cavendishia cuatrecasasii
Cavendishia cuatrecasasii är en ljungväxtart som beskrevs av A. C. Smith. Cavendishia cuatrecasasii ingår i släktet Cavendishia och familjen ljungväxter. Inga underarter finns listade i Catalogue of Life.